# Libertad Navarra
Libertad Navarra, oficialmente registrado como Libertad Navarra - Libertate Nafarra, es un partido político navarro de ámbito multicomunitario fundado en 2014 que se ha intentado presentar en las circunscripciones electorales de Navarra, Álava, Vizcaya, Guipúzcoa y La Rioja, consiguiéndolo en todas para alguna elección a excepción de la de Vizcaya.
El partido tiene una ideología marcada fuertemente por el nacionalismo navarro, el foralismo, el fomento del euskera y, en menor medida, por la hispanofobia y la francofobia.

## Historia
Libertad Navarra se registra como partido político en la Junta Electoral Central a través de la Junta Electoral autonómica de Navarra en octubre de 2014. Se presentó inicialmente como un proyecto para la "Navarra entera", entendiendo esto como los límites históricos que llegó a tener el Reino de Navarra.

### Primeras elecciones en 2015
En 2015 tuvieron lugar en España las elecciones forales del 24 de mayo y las elecciones generales del 20 de diciembre. Libertad Navarra se presentó a ambos comicios.
A comienzos de año, Libertad Navarra llevó a cabo una campaña electoral de cara a los comicios de la Comunidad Foral haciendo charlas y recorriendo varios pueblos de Navarra para presentar su proyecto. En abril se realizaron unas primarias internas para decidir el cabeza de lista en las que fue elegido Mikel Iriarte Galán, el presidente de la formación.
En mayo de 2015, durante la campaña electoral navarra, Libertad Navarra firmó junto a otras formaciones políticas de la comunidad unos compromisos para la gestión sostenible del embalse de Yesa, así como del río Aragón y del derecho a la vivienda (promovido por la Plataforma de Afectados por la Hipoteca).
En su balance electoral tras las elecciones al Parlamento de Navarra, en las cuales obtuvieron 955 votos, siendo el decimotercer partido en votos de los catorce que se presentaron, Libertad Navarra hizo un balance en el que volvió a llamar a «la opción de recuperar los derechos y libertades de la sociedad navarra». Un cambio que, bajo su entendimiento, exige la derogación del Amejoramiento de 1982 y de la Ley Paccionada de 1841.
Para las elecciones generales de fin de año, Libertad Navarra quiso presentar candidaturas en las circunscripciones electorales del País Vasco (Álava, Vizcaya, Guipúzcoa) por considerarlas parte natural de las antiguas fronteras del reino de Navarra. Además, también vieron la oportunidad de presentar una candidatura conjunta en La Rioja con el partido político fundado en 2015, Hegoalde-Rioja Territorio Sur.
Finalmente consiguieron presentar candidaturas en tres circunscripciones electorales: Álava, Navarra y Guipúzcoa, no llegando a obtener las suficientes firmas para hacerlo en la de Vizcaya.
Los resultados al Congreso fueron inferiores en Navarra a los obtenidos para el parlamento autonómico, pasando de los 955 a los 574 votos, pero obteniendo más en el total global (1.022 votos), de los obtenidos en los anteriores comicios. También fueron destacables los resultados al Senado, donde obtuvieron cerca de 5.400 votos entre todos los candidatos a senadores.

### Repetición electoral de 2016
Al no conseguir investir a ningún presidente del gobierno, se convocaron nuevas elecciones generales para el 26 de junio de 2016. Con esta repetición electoral, Libertad Navarra volvió a intentar presentarse en todas las circunscripciones de la CAV y Navarra, aunque en esta ocasión sólo alcanzó a conseguir los avales suficientes para hacerlo en la circunscripción de Álava en la CAV y en Navarra. Como novedad frente a las anteriores elecciones, llegaron a un acuerdo con Hegoalde-R.T.S., un partido político riojano que aboga por el acercamiento a Navarra, para presentar candidatura en la circunscripción de La Rioja, pudiendo al final presentar candidaturas en esas tres circunscripciones.
Con la repetición electoral, los partidos minoritarios vieron un empeoramiento generalizado de sus resultados respecto a 2015. en el caso de Libertad Navarra, bajó en Navarra de 574 a 542 votos, en Álava de 81 a 75 y perdió los más de 300 que había obtenido en Guipúzcoa al no haber podido presentar candidatura allí. La única suma fueron los 82 nuevos votos que obtuvieron en La Rioja, dejando un global de 699 votos, 323 votos menos que en los anteriores comicios.
También en 2016 tuvieron lugar las elecciones al Parlamento Vasco a las que Libertad Navarra se presentó únicamente por la circunscripción de Guipúzcoa, al no poder reunir suficientes avales en las otras dos circunscripciones. Los comicios se saldaron con 191 votos, siendo la candidatura menos votada tanto de Guipúzcoa como del global.

### Periodo sin elecciones
Tras las elecciones al Parlamento Vasco del 25 de septiembre de 2016 y hasta la precampaña electoral de las elecciones forales del 26 de mayo de 2019, Libertad Navarra tuvo un perfil más bien bajo, haciendo comunicados esporádicamente a raíz de alguna noticia de actualidad pero sin tener ningún tipo de acto o evento de gran envergadura.

### Elecciones 2019
Libertad Navarra no concurrió a las  elecciones generales del 28 de abril de 2019 para centrarse en las elecciones autonómicas que tendrían lugar en Navarra el mes siguiente.
Tras el decreto de convocatoria de elecciones forales publicadas en el Boletín Oficial de Navarra el 2 de abril de 2019, la formación nacionalista decidió presentar una candidatura al Parlamento de Navarra como ya hizo en 2015. Tras presentar una lista de candidatos y reunir los avales suficientes, Libertad Navarra fue una de las 11 candidaturas que lograron constituirse para concurrir a la cita electoral, siendo 3 candidaturas menos que las que pudieron hacerlo en los anteriores comicios debido a la coalición electoral de Navarra Suma que englobaba a tres fuerzas (PPN, UPN y Cs), la desaparecida fuerza de UPyD y los animalistas de PACMA, que aunque inicialmente se iban a presentar no pudieron erigir su candidatura.
Tras el recuento de las votaciones del «superdomingo» en Navarra, Libertad Navarra consiguió obtener 496 votos, 46 votos menos que las obtenidas para las generales en la circunscripción de Navarra y 459 votos menos que las anteriores elecciones forales.
Al no haberse podido formar gobierno tras las elecciones generales de abril de 2019, se convocaron nuevas elecciones generales para noviembre de 2019. Libertad Navarra no concurrió en las mismas.

## Resultados electorales

### Generales
| Elecciones | Elecciones      | Congreso de los Diputados | Congreso de los Diputados | Congreso de los Diputados | Congreso de los Diputados | Congreso de los Diputados | Congreso de los Diputados | Senado          | Senado          | Senado          | Senado          | Senado          | Senado          |
| ---------- | --------------- | ------------------------- | ------------------------- | ------------------------- | ------------------------- | ------------------------- | ------------------------- | --------------- | --------------- | --------------- | --------------- | --------------- | --------------- |
| 2015       | 2015            | 1.022                     | Nv.                       | <0,1                      | 42.ª                      | 0/15                      | Nv.                       | 5.655           | Nv.             | -               | -               | 0/12            | Nv.             |
|            | Navarra         | 574                       | Nv.                       | 0,16                      | 12.ª                      | 0/5                       | Nv.                       | 4.988           | Nv.             | 0,56            | 17.º            | 0/4             | Nv.             |
|            | Álava           | 81                        | Nv.                       | 0,05                      | 14.ª                      | 0/4                       | Nv.                       | 229             | Nv.             | 0,05            | 32.º            | 0/4             | Nv.             |
| Guipúzcoa  | 367             | Nv.                       | 0,09                      | 11.ª                      | 0/6                       | Nv.                       | 448                       | Nv.             | 0,04            | 30.º            | 0/4             | Nv.             |                 |
| Vizcaya    | No concurrieron | No concurrieron           | No concurrieron           | No concurrieron           | No concurrieron           | No concurrieron           | No concurrieron           | No concurrieron | No concurrieron | No concurrieron | No concurrieron | No concurrieron |                 |
|            | La Rioja        | No concurrieron           | No concurrieron           | No concurrieron           | No concurrieron           | No concurrieron           | No concurrieron           | No concurrieron | No concurrieron | No concurrieron | No concurrieron | No concurrieron | No concurrieron |
| 2016       | 2016            | 699                       | 323                       | <0,1                      | 38.ª                      | 0/13                      | Sin cambios               | 2.464           | 3.191           | -               | -               | 0/15            | Sin cambios     |
|            | Navarra         | 542                       | 32                        | 0,16                      | 10.º                      | 0/5                       | Sin cambios               | 1.996           | 3.002           | 0,61            | 21.º            | 0/4             | Sin cambios     |
|            | Álava           | 75                        | 6                         | 0,04                      | 12.ª                      | 0/4                       | Sin cambios               | 224             | 5               | 0,14            | 23.º            | 0/4             | Sin cambios     |
| Guipúzcoa  | No concurrieron | No concurrieron           | No concurrieron           | No concurrieron           | No concurrieron           | No concurrieron           | No concurrieron           | No concurrieron | No concurrieron | No concurrieron | No concurrieron | No concurrieron |                 |
| Vizcaya    | No concurrieron | No concurrieron           | No concurrieron           | No concurrieron           | No concurrieron           | No concurrieron           | No concurrieron           | No concurrieron | No concurrieron | No concurrieron | No concurrieron | No concurrieron |                 |
|            | La Rioja        | 82                        | Nv.                       | 0,05                      | 11.ª                      | 0/4                       | Nv.                       | 244             | Nv.             | 0,15            | 24.ª            | 0/4             | Nv.             |
| 2019-I     | 2019-I          | No concurrieron           | No concurrieron           | No concurrieron           | No concurrieron           | No concurrieron           | No concurrieron           | No concurrieron | No concurrieron | No concurrieron | No concurrieron | No concurrieron | No concurrieron |
|            | Navarra         | No concurrieron           | No concurrieron           | No concurrieron           | No concurrieron           | No concurrieron           | No concurrieron           | No concurrieron | No concurrieron | No concurrieron | No concurrieron | No concurrieron | No concurrieron |
|            | Álava           | No concurrieron           | No concurrieron           | No concurrieron           | No concurrieron           | No concurrieron           | No concurrieron           | No concurrieron | No concurrieron | No concurrieron | No concurrieron | No concurrieron | No concurrieron |
| Guipúzcoa  | No concurrieron | No concurrieron           | No concurrieron           | No concurrieron           | No concurrieron           | No concurrieron           | No concurrieron           | No concurrieron | No concurrieron | No concurrieron | No concurrieron | No concurrieron |                 |
| Vizcaya    | No concurrieron | No concurrieron           | No concurrieron           | No concurrieron           | No concurrieron           | No concurrieron           | No concurrieron           | No concurrieron | No concurrieron | No concurrieron | No concurrieron | No concurrieron |                 |
|            | La Rioja        | No concurrieron           | No concurrieron           | No concurrieron           | No concurrieron           | No concurrieron           | No concurrieron           | No concurrieron | No concurrieron | No concurrieron | No concurrieron | No concurrieron | No concurrieron |
| 2019-II    | 2019-II         | No concurrieron           | No concurrieron           | No concurrieron           | No concurrieron           | No concurrieron           | No concurrieron           | No concurrieron | No concurrieron | No concurrieron | No concurrieron | No concurrieron | No concurrieron |
|            | Navarra         | No concurrieron           | No concurrieron           | No concurrieron           | No concurrieron           | No concurrieron           | No concurrieron           | No concurrieron | No concurrieron | No concurrieron | No concurrieron | No concurrieron | No concurrieron |
|            | Álava           | No concurrieron           | No concurrieron           | No concurrieron           | No concurrieron           | No concurrieron           | No concurrieron           | No concurrieron | No concurrieron | No concurrieron | No concurrieron | No concurrieron | No concurrieron |
| Guipúzcoa  | No concurrieron | No concurrieron           | No concurrieron           | No concurrieron           | No concurrieron           | No concurrieron           | No concurrieron           | No concurrieron | No concurrieron | No concurrieron | No concurrieron | No concurrieron |                 |
| Vizcaya    | No concurrieron | No concurrieron           | No concurrieron           | No concurrieron           | No concurrieron           | No concurrieron           | No concurrieron           | No concurrieron | No concurrieron | No concurrieron | No concurrieron | No concurrieron |                 |
|            | La Rioja        | No concurrieron           | No concurrieron           | No concurrieron           | No concurrieron           | No concurrieron           | No concurrieron           | No concurrieron | No concurrieron | No concurrieron | No concurrieron | No concurrieron | No concurrieron |
| 2023       | 2023            | No concurrieron           | No concurrieron           | No concurrieron           | No concurrieron           | No concurrieron           | No concurrieron           | No concurrieron | No concurrieron | No concurrieron | No concurrieron | No concurrieron | No concurrieron |
|            | Navarra         | No concurrieron           | No concurrieron           | No concurrieron           | No concurrieron           | No concurrieron           | No concurrieron           | No concurrieron | No concurrieron | No concurrieron | No concurrieron | No concurrieron | No concurrieron |
|            | Álava           | No concurrieron           | No concurrieron           | No concurrieron           | No concurrieron           | No concurrieron           | No concurrieron           | No concurrieron | No concurrieron | No concurrieron | No concurrieron | No concurrieron | No concurrieron |
| Guipúzcoa  | No concurrieron | No concurrieron           | No concurrieron           | No concurrieron           | No concurrieron           | No concurrieron           | No concurrieron           | No concurrieron | No concurrieron | No concurrieron | No concurrieron | No concurrieron |                 |
| Vizcaya    | No concurrieron | No concurrieron           | No concurrieron           | No concurrieron           | No concurrieron           | No concurrieron           | No concurrieron           | No concurrieron | No concurrieron | No concurrieron | No concurrieron | No concurrieron |                 |
|            | La Rioja        | No concurrieron           | No concurrieron           | No concurrieron           | No concurrieron           | No concurrieron           | No concurrieron           | No concurrieron | No concurrieron | No concurrieron | No concurrieron | No concurrieron | No concurrieron |

### Forales
| Comicios | Votos           | +/–             | %               | Posición        | Diputados | +/–         |
| -------- | --------------- | --------------- | --------------- | --------------- | --------- | ----------- |
| 2015     | 955             | Nv.             | 0,28            | 13.ª            | 0/50      | Nv.         |
| 2019     | 502             | 453             | 0,14            | 10.ª            | 0/50      | Sin cambios |
| 2023     | Sin candidatura | Sin candidatura | Sin candidatura | Sin candidatura | 0/50      | Sin cambios |

### Parlamento Vasco
| Comicios | Comicios   | Votos           | +/–             | %               | Posición        | Diputados | +/–         |
| -------- | ---------- | --------------- | --------------- | --------------- | --------------- | --------- | ----------- |
| 2016     | País Vasco | 191             |                 | 0,02            | 16.º            | 0/75      | Nv.         |
| 2016     | Álava      | Sin candidatura | Sin candidatura | Sin candidatura | Sin candidatura | 0/25      | Nv.         |
| 2016     | Guipúzcoa  | 191             |                 | 0,06            | 11.º            | 0/25      | Nv.         |
| 2016     | Vizcaya    | Sin candidatura | Sin candidatura | Sin candidatura | Sin candidatura | 0/25      | Nv.         |
| 2020     | País Vasco | Sin candidatura | Sin candidatura | Sin candidatura | Sin candidatura | 0/75      | Sin cambios |
| 2020     | Álava      | Sin candidatura | Sin candidatura | Sin candidatura | Sin candidatura | 0/25      | Sin cambios |
| 2020     | Guipúzcoa  | Sin candidatura | Sin candidatura | Sin candidatura | Sin candidatura | 0/25      | Sin cambios |
| 2020     | Vizcaya    | Sin candidatura | Sin candidatura | Sin candidatura | Sin candidatura | 0/25      | Sin cambios |
| 2024     | País Vasco | Sin candidatura | Sin candidatura | Sin candidatura | Sin candidatura | 0/75      | Sin cambios |
| 2024     | Álava      | Sin candidatura | Sin candidatura | Sin candidatura | Sin candidatura | 0/25      | Sin cambios |
| 2024     | Guipúzcoa  | Sin candidatura | Sin candidatura | Sin candidatura | Sin candidatura | 0/25      | Sin cambios |
| 2024     | Vizcaya    | Sin candidatura | Sin candidatura | Sin candidatura | Sin candidatura | 0/25      | Sin cambios |

### Evolución de resultados
Leyenda
     No presentados
     Elecciones sólo en Navarra
     Elecciones sólo en el País Vasco
| Navarra            | 955 | 574   | 542 |     |   | 502 |   |   |   |   |   |
| Álava              |     | 81    | 75  |     |   |     |   |   |   |   |   |
| Guipúzcoa          | 367 |       | 191 |     |   |     |   |   |   |   |   |
| Vizcaya            |     |       |     |     |   |     |   |   |   |   |   |
| La Rioja           |     | 82    |     |     |   |     |   |   |   |   |   |
| Total              | 955 | 1.022 | 699 | 191 | 0 | 502 | 0 | 0 | 0 | 0 | 0 |
| En número de votos |     |       |     |     |   |     |   |   |   |   |   |